# Kassabéla
Kassabéla (szlovákul: Košická Belá) község Szlovákiában, a Kassai kerület Kassa-környéki járásában.

## Fekvése
Kassától 15 km-re északnyugatra, a Béla patak partján fekszik.

## Története
A település Szent János temploma írott források szerint 1311-ben már állt. Az 1332 és 1337 között felvett pápai tizedjegyzék említi plébániáját is. Kassabélát magát 1397-ben „villa Johannis” néven említik először, nevét első birtokosáról kapta. Kassa városához, majd Sólyomkő várának uradalmához tartozott. A falu neve az évszázadok során többször változott. 1440-ben „Zenthwer” néven is említik, amikor I. Ulászló király Perényi Jánosnak és Miklósnak adja. A település 1497-ben, a lengyel támadás következtében súlyos károkat szenvedett, templomát 1505-ben építették újjá, ekkor „Zenthwerfalwa” a neve.  Lakói 1550 körül evangélikusok lettek. 1553-ban „Szentuerkepe” néven említik és 6 adózó portát számláltak, eszerint ekkor legkevesebb 30 lakosa volt. 1580-ban „Hansdorff” néven szerepel. Bela néven 1650-ben említik először. 1715-ben 4 jobbágytelket és 10 zsellérházat számláltak a településen. Az ellenreformáció hatására 1731-ben újra megalapították katolikus plébániáját. Lakói főként mezőgazdasággal foglalkoztak.
A 18. század végén Vályi András így ír róla: „BELLA. vagy Béla. Elegyes falu Abauj Vármegyében, lakosai katolikusok, fekszik Kassához, mellynek tulajdona, nem meszsze. Határja termésbéli tulajdonságaira nézve hasonlít Baksához, harmadik Osztálybéli.”
Fényes Elek 1851-ben kiadott geográfiai szótárában így ír a faluról: „Béla, hegyek között fekvő tót falu, Abauj vgyében; Kassához 2 mfd. a szepesi országútban: 1044 kath. lak. Kath. paroch. templom. Vendégfogadó. Réz-bánya. Szántófölde kevés és sovány; erdeje, különösen fenyvese szép. F. u. Kassa városa.”
Borovszky Samu monográfiasorozatának Abaúj-Torna vármegyét tárgyaló része szerint: „A kassai járásban még a nagyrészt Kassa város birtokát képező Kassa-Bélát érjük először, ha a városból északnyugat felé indulunk, a szepesi hegyek alján balra hagyván a kassaiak kies üdülőhelyét, a Bankót. Elragadóan szép és változatos tájrészletek, sűrü erdőségek, sziklacsoportozatok, a mészkőhegység érdekes alakzatai gyönyörködtetnek bennünket lépten-nyomon, mialatt egyre magasabbra emelkedünk. Az út két oldalán kohók, bányák és fürészmalmok váltják fel egymást, míg az út legmagasabb pontjáról, az 562 méternyi hegygerinczről leereszkedve, Kassa-Bélábalépünk. Kassa-Béla községnek van körjegyzősége, 120 háza és 1076 tót ajku lakosa. Postája: Kassa-Hámor. Táviró-állomása: Margitvalu. Hajdan Szent-vérképénék hívták s Kassa városa birtokolta a XV. század óta.”
A trianoni diktátumig Abaúj-Torna vármegye Kassai járásához tartozott.
1967-ben csatolták hozzá Kassahámort és Kissolymárt.

## Népessége
| Év:            | 1994. | 2004.   | 2014.   | 2024.   |
| -------------- | ----- | ------- | ------- | ------- |
| Emberek száma: | 965   | 962     | 996     | 1006    |
| Eltérés:       |       | -0,31 % | +3,53 % | +1,00 % |

| Év:            | 2023. | 2024.   |
| -------------- | ----- | ------- |
| Emberek száma: | 994   | 1006    |
| Eltérés:       |       | +1,20 % |

1910-ben 880, túlnyomórészt szlovák lakosa volt.
2001-ben 940 lakosából 936 szlovák volt.
2011-ben 981 lakosából 925 szlovák.

## Nevezetességei
- Keresztelő Szent János tiszteletére szentelt, római katolikus temploma 1942-ben épült. Szűz Máriát ábrázoló oltárképe 1781-ben készült.

## Neves személyek
- Itt született 1785. november 1-jén Scitovszky János hercegprímás, esztergomi érsek.

## Lásd még
- Kassahámor